# Brestoveț, Myjava
Brestoveț (în slovacă Brestovec) este o comună slovacă, aflată în districtul Myjava din regiunea Trenčín. Localitatea se află la altitudinea de 387 m deasupra n.m., se întinde pe o suprafață de 17,34 km2 și în 2015 număra 1.052 de locuitori. 

## Demografie
| An:                | 1994 | 2004   | 2014   | 2024   |
| ------------------ | ---- | ------ | ------ | ------ |
| Număr de persoane: | 1031 | 970    | 945    | 962    |
| Diferență:         |      | −5,91% | −2,57% | +1,79% |

| An:                | 2023 | 2024   |
| ------------------ | ---- | ------ |
| Număr de persoane: | 974  | 962    |
| Diferență:         |      | −1,23% |